# Copa Sudamericana 2016
La Copa Sudamericana 2016 fue la decimoquinta edición del torneo organizado por la Confederación Sudamericana de Fútbol, en la que participaron equipos de diez países: Argentina, Bolivia, Brasil, Chile, Colombia, Ecuador, Paraguay, Perú, Uruguay y Venezuela.
El sorteo de la primera y segunda fases se realizó en Santiago de Chile, el 12 de julio de 2016.
El 28 de noviembre de 2016, el avión que transportaba al equipo de Chapecoense, que se dirigía a disputar la final de la Copa contra el Atlético Nacional, sufrió un accidente en las cercanías del municipio de La Unión, Colombia, en el que fallecieron 71 personas, entre ellos la casi totalidad del plantel de futbolistas del club. Debido a ello, la Conmebol decidió suspender todas sus actividades oficiales, incluyendo la final del torneo.
Posteriormente, el 5 de diciembre, el organismo declaró campeón, con todas las prerrogativas y honores, al equipo siniestrado, por expresa solicitud del otro finalista de entregarle el título al equipo brasileño como laurel honorífico y a modo de homenaje póstumo. Asimismo, otorgó al Atlético Nacional, por única vez y en razón de su gesto, el premio «Centenario Conmebol al Fair Play».
En su condición de campeón, Chapecoense enfrentó por la Recopa Sudamericana 2017 al propio Atlético Nacional, campeón de la Copa Libertadores 2016. También disputó la Copa Suruga Bank 2017 frente a Urawa Red Diamonds, ganador de la Copa J. League 2016. Además, obtuvo un cupo directo para la fase de grupos de la Copa Libertadores 2017.

## Formato
El torneo se desarrolló plenamente bajo un formato de eliminación directa, donde cada equipo enfrentaba a su rival de turno en partidos de ida y vuelta. El último campeón accedió automáticamente a los octavos de final, mientras que los restantes 46 debieron disputar las dos fases clasificatorias. De allí salieron los últimos 15 clasificados a las fases finales, compuestas por los octavos de final, los cuartos de final, las semifinales y la final, en la que se declaró al campeón. Como criterios de desempate en caso de igualdad de puntos y diferencia de goles al finalizar los dos encuentros de una llave, hasta las semifinales inclusive, se aplicaron la regla del gol de visitante y los tiros desde el punto penal. En las finales, de haberse disputado, no debiera haber regido la reglamentación de los goles fuera de casa, y frente a la igualdad de puntos y goles, previo a la definición por penales, se habría disputado una prórroga de 30 minutos.
|                            |                            | Equipos que entran en esta fase                                                       | Equipos que provienen de la fase anterior    |
| -------------------------- | -------------------------- | ------------------------------------------------------------------------------------- | -------------------------------------------- |
| Primera fase (32 equipos)  | Primera fase (32 equipos)  | - 4 equipos de Bolivia, Chile, Colombia, Ecuador, Paraguay, Perú, Uruguay y Venezuela |                                              |
| Segunda fase (30 equipos)  | Segunda fase (30 equipos)  | - 8 equipos de Brasil - 6 equipos de Argentina                                        | - 16 equipos clasificados de la Primera fase |
| Fases finales (16 equipos) | Fases finales (16 equipos) | - 1 equipo, campeón de la Copa Sudamericana 2015                                      | - 15 equipos clasificados de la Segunda fase |

## Distribución cupos
| País                            | Cupos | fases finales | Segunda fase | Primera fase |
| ------------------------------- | ----- | ------------- | ------------ | ------------ |
| Brasil                          | 8     | –             | 8            | -            |
| Argentina                       | 6     | –             | 6            | -            |
| Bolivia                         | 4     | –             | –            | 4            |
| Chile                           | 4     | -             | –            | 4            |
| Colombia                        | 4     | -             | –            | 4            |
| Ecuador                         | 4     | –             | –            | 4            |
| Paraguay                        | 4     | –             | –            | 4            |
| Perú                            | 4     | –             | –            | 4            |
| Uruguay                         | 4     | -             | –            | 4            |
| Venezuela                       | 4     | –             | –            | 4            |
| Fase anterior                   | –     | 15            | 16           | –            |
| Campeón de la Copa Sudamericana | 1     | 1             | –            | –            |
| Total                           | 47    | 16            | 30           | 32           |

## Equipos participantes
| País                               | Equipo                                                                           | Vía de clasificación |
| ---------------------------------- | -------------------------------------------------------------------------------- | --- |
| Argentina 6 cupos                  | San Lorenzo Independiente Belgrano Estudiantes (LP) Banfield Lanús               | Campeón de la Supercopa Argentina 2015 Perdedor de la final de la Liguilla pre-Libertadores 2015 Ganador de la llave 1 de la Liguilla pre-Sudamericana 2015 Ganador de la llave 2 de la Liguilla pre-Sudamericana 2015 Ganador de la llave 3 de la Liguilla pre-Sudamericana 2015 Ganador de la llave 4 de la Liguilla pre-Sudamericana 2015 |
| Bolivia 4 cupos                    | Bolívar Jorge Wilstermann Blooming Real Potosí                                   | Campeón del Torneo Apertura 2014 y del Torneo Clausura 2015 Mejor equipo ubicado en la tabla acumulada de la temporada 2014–15 no participante de la Copa Libertadores 2016 2.º mejor equipo ubicado en la tabla acumulada de la temporada 2014–15 no participante de la Copa Libertadores 2016 3.º mejor equipo ubicado en la tabla acumulada de la temporada 2014–15 no participante de la Copa Libertadores 2016 |
| Brasil 8 cupos                     | Sport Recife Flamengo Chapecoense Coritiba Figueirense Vitória Santa Cruz Cuiabá | Mejor equipo ubicado en el Campeonato Brasileño de 2015 no clasificado ni a la Copa Libertadores 2016 ni a octavos de la Copa de Brasil 2016 2.º mejor equipo ubicado en el Campeonato Brasileño de 2015 no clasificado ni a la Copa Libertadores 2016 ni a octavos de la Copa de Brasil 2016 3.º mejor equipo ubicado en el Campeonato Brasileño de 2015 no clasificado ni a la Copa Libertadores 2016 ni a octavos de la Copa de Brasil 2016 4.º mejor equipo ubicado en el Campeonato Brasileño de 2015 no clasificado ni a la Copa Libertadores 2016 ni a octavos de la Copa de Brasil 2016 5.º mejor equipo ubicado en el Campeonato Brasileño de 2015 no clasificado ni a la Copa Libertadores 2016 ni a octavos de la Copa de Brasil 2016 Mejor equipo ubicado en el Campeonato Brasileño de Serie B de 2015 no clasificado a octavos de la Copa de Brasil 2016 Mejor equipo ubicado en la Copa do Nordeste 2016 no clasificado ni a la Copa Libertadores 2016 ni a octavos de la Copa de Brasil 2016 Mejor equipo ubicado en la Copa Verde 2015 no clasificado ni a la Copa Libertadores 2016 ni a octavos de la Copa de Brasil 2016 |
| Chile 4 cupos                      | Universidad Católica O'Higgins Palestino Universidad de Concepción               | Ganador de la Liguilla Pre-Sudamericana Apertura 2015 Ganador de la Liguilla Pre-Sudamericana Clausura 2016 Mejor equipo ubicado en la tabla acumulada de la temporada 2015-16 no participante de la Copa Libertadores 2016 2.º mejor equipo ubicado en la tabla acumulada de la temporada 2015-16 no participante de la Copa Libertadores 2016 |
| Colombia 4 cupos + campeón vigente | Santa Fe Junior Atlético Nacional Independiente Medellín Deportes Tolima         | Campeón de la Copa Sudamericana 2015 Campeón de la Copa Colombia 2015 Campeón de la Superliga de Colombia 2016 Mejor equipo ubicado en la Reclasificación 2015 no participante de la Copa Libertadores 2016 2.º mejor equipo ubicado en la Reclasificación 2015 no participante de la Copa Libertadores 2016 |
| Ecuador 4 cupos                    | Emelec Universidad Católica Barcelona Aucas                                      | Campeón del Campeonato Ecuatoriano de 2015 Mejor equipo ubicado en la tabla acumulada del Campeonato Ecuatoriano de 2015 no participante de la Copa Libertadores 2016 2.º mejor equipo ubicado en la tabla acumulada del Campeonato Ecuatoriano de 2015 no participante de la Copa Libertadores 2016 3.º mejor equipo ubicado en la tabla acumulada del Campeonato Ecuatoriano de 2015 no participante de la Copa Libertadores 2016 |
| Paraguay 4 cupos                   | Cerro Porteño Libertad Sol de América Sportivo Luqueño                           | Campeón de la temporada 2015 con mejor puntaje acumulado Mejor equipo ubicado en la tabla acumulada de la temporada 2015 no participante de la Copa Libertadores 2016 2.º mejor equipo ubicado en la tabla acumulada de la temporada 2015 no participante de la Copa Libertadores 2016 3.º mejor equipo ubicado en la tabla acumulada de la temporada 2015 no participante de la Copa Libertadores 2016 |
| Perú 4 cupos                       | Real Garcilaso Sport Huancayo Deportivo Municipal Universitario                  | Mejor equipo ubicado en la tabla acumulada del Campeonato Descentralizado 2015 no participante de la Copa Libertadores 2016 2.º mejor equipo ubicado en la tabla acumulada del Campeonato Descentralizado 2015 no participante de la Copa Libertadores 2016 3.º mejor equipo ubicado en la tabla acumulada del Campeonato Descentralizado 2015 no participante de la Copa Libertadores 2016 4.º mejor equipo ubicado en la tabla acumulada del Campeonato Descentralizado 2015 no participante de la Copa Libertadores 2016 |
| Uruguay 4 cupos                    | Peñarol Plaza Colonia Montevideo Wanderers Fénix                                 | Campeón del Campeonato Uruguayo 2015-16 Mejor equipo ubicado en la tabla anual del Campeonato Uruguayo 2015-16 no participante de la Copa Libertadores 2017 2.º mejor equipo ubicado en la tabla anual del Campeonato Uruguayo 2015-16 no participante de la Copa Libertadores 2017 3.º mejor equipo ubicado en la tabla anual del Campeonato Uruguayo 2015-16 no participante de la Copa Libertadores 2017 |
| Venezuela 4 cupos                  | Deportivo La Guaira Zamora Deportivo Anzoátegui Deportivo Lara                   | Campeón de la Copa Venezuela 2015 Campeón del Torneo de Adecuación 2015 Subcampeón del Torneo Apertura 2016 Subcampeón de la Copa Venezuela 2015 |

### Distribución geográfica de los equipos
Distribución geográfica de las sedes de los equipos participantes:

## Primera fase
Los clasificados de todas las asociaciones, exceptuando Argentina y Brasil, fueron separados en dos zonas, Sur y Norte, de acuerdo a la localización geográfica de cada país: la primera zona estuvo integrada por los equipos de Bolivia, Chile, Paraguay y Uruguay, y la segunda, por los de Colombia, Ecuador, Perú y Venezuela. Dentro de cada zona, se establecieron ocho llaves. Los 16 ganadores avanzaron a la segunda fase.

### Zona Sur
| Fechas            | Local en la ida           | Global       | Local en la vuelta   | Ida | Vuelta | Llave     |
| ----------------- | ------------------------- | ------------ | -------------------- | --- | ------ | --------- |
| 9 y 17 de agosto  | Fénix                     | 1:2          | Cerro Porteño        | 1:0 | 0:2    | Ganador 1 |
| 9 y 16 de agosto  | (v.) Sportivo Luqueño     | 1:1          | Peñarol              | 0:0 | 1:1    | Ganador 2 |
| 10 y 16 de agosto | Universidad de Concepción | 2:3          | Bolívar              | 2:0 | 0:3    | Ganador 3 |
| 9 y 17 de agosto  | Real Potosí               | 4:2          | Universidad Católica | 3:1 | 1:1    | Ganador 4 |
| 11 y 17 de agosto | Blooming                  | 1:1 (4:1 p.) | Plaza Colonia        | 1:0 | 0:1    | Ganador 5 |
| 10 y 18 de agosto | Sol de América            | 2:2 (5:4 p.) | Jorge Wilstermann    | 1:1 | 1:1    | Ganador 6 |
| 10 y 16 de agosto | Montevideo Wanderers      | 0:0 (5:4 p.) | O'Higgins            | 0:0 | 0:0    | Ganador 7 |
| 11 y 18 de agosto | Palestino                 | 4:0          | Libertad             | 1:0 | 3:0    | Ganador 8 |

### Zona Norte
| Fechas            | Local en la ida        | Global       | Local en la vuelta   | Ida | Vuelta | Llave      |
| ----------------- | ---------------------- | ------------ | -------------------- | --- | ------ | ---------- |
| 9 y 16 de agosto  | Universitario          | 1:6          | Emelec               | 0:3 | 1:3    | Ganador 9  |
| 11 y 17 de agosto | Aucas                  | 2:2          | Real Garcilaso (v.)  | 2:1 | 0:1    | Ganador 10 |
| 9 y 16 de agosto  | Deportivo Lara         | 2:5          | Junior               | 1:3 | 1:2    | Ganador 11 |
| 11 y 17 de agosto | Deportes Tolima        | 0:1          | Deportivo La Guaira  | 0:0 | 0:1    | Ganador 12 |
| 10 y 18 de agosto | Barcelona              | 2:2 (0:3 p.) | Zamora               | 1:1 | 1:1    | Ganador 13 |
| 10 y 17 de agosto | Independiente Medellín | 2:1          | Universidad Católica | 1:1 | 1:0    | Ganador 14 |
| 11 y 18 de agosto | Deportivo Anzoátegui   | 2:2          | Sport Huancayo (v.)  | 2:1 | 0:1    | Ganador 15 |
| 11 y 17 de agosto | Deportivo Municipal    | 0:6          | Atlético Nacional    | 0:5 | 0:1    | Ganador 16 |

## Segunda fase
Por ser el campeón de la Copa Sudamericana 2015, Santa Fe clasificó automáticamente a octavos de final como Octavo 9. Para determinar a los restantes 15 clasificados a las fases finales, se establecieron quince nuevas llaves. Los seis participantes de Argentina, por un lado, y los ocho de Brasil, por otro, conformaron siete de las llaves. En cada uno de los otros ocho cruces, se enfrentaron dos equipos clasificados de la primera fase. Los 15 ganadores avanzaron a los octavos de final.
| Fechas                          | Local en la ida        | Global | Local en la vuelta   | Ida | Vuelta | Llave     |
| ------------------------------- | ---------------------- | ------ | -------------------- | --- | ------ | --------- |
| 24 y 31 de agosto               | Santa Cruz             | 1:0    | Sport Recife         | 0:0 | 1:0    | Octavo 1  |
| 23 de agosto y 14 de septiembre | Deportivo La Guaira    | 4:2    | Emelec               | 4:2 | 0:0    | Octavo 2  |
| 25 y 31 de agosto               | Cuiabá                 | 2:3    | Chapecoense          | 1:0 | 1:3    | Octavo 3  |
| 24 de agosto y 13 de septiembre | Bolívar                | 1:2    | Atlético Nacional    | 1:1 | 0:1    | Octavo 4  |
| 24 de agosto y 15 de septiembre | Estudiantes (LP)       | 1:2    | Belgrano             | 1:0 | 0:2    | Octavo 5  |
| 23 de agosto y 14 de septiembre | Blooming               | 1:3    | Junior               | 0:2 | 1:1    | Octavo 6  |
| 24 y 31 de agosto               | Figueirense            | 5:5    | Flamengo (v.)        | 4:2 | 1:3    | Octavo 7  |
| 24 de agosto y 15 de septiembre | Cerro Porteño          | 7:0    | Real Potosí          | 6:0 | 1:0    | Octavo 8  |
| 24 de agosto y 15 de septiembre | Real Garcilaso         | 2:3    | Palestino            | 2:2 | 0:1    | Octavo 10 |
| 25 de agosto y 14 de septiembre | Zamora                 | 0:2    | Montevideo Wanderers | 0:1 | 0:1    | Octavo 11 |
| 25 y 31 de agosto               | Vitória                | 2:2    | Coritiba (v.)        | 2:1 | 0:1    | Octavo 12 |
| 25 de agosto y 15 de septiembre | Sol de América         | 2:1    | Sport Huancayo       | 1:0 | 1:1    | Octavo 13 |
| 25 de agosto y 14 de septiembre | Lanús                  | 0:3    | Independiente        | 0:2 | 0:1    | Octavo 14 |
| 23 de agosto y 13 de septiembre | Banfield               | 3:4    | San Lorenzo          | 2:0 | 1:4    | Octavo 15 |
| 24 de agosto y 15 de septiembre | Independiente Medellín | 3:2    | Sportivo Luqueño     | 3:0 | 0:2    | Octavo 16 |

## Fases finales
Las fases finales estuvieron compuestas por cuatro etapas: octavos de final, cuartos de final, semifinales y final. A los 15 ganadores de la primera fase se les sumó Santa Fe, campeón de la Copa Sudamericana 2015. A los fines de establecer las llaves de los octavos de final, se tuvo en cuenta la denominación que se le asignó a cada equipo; en el caso de los cuadros que clasificaron desde la segunda fase, dicha denominación fue determinada por el nombre del cruce que ganaron en aquella instancia. De esa manera, el Octavo 1 enfrentó al Octavo 16, el 2 al 15, el 3 al 14, y así sucesivamente. Desde esta instancia inclusive en adelante, el equipo que ostentara menor número de orden que su rival de turno ejerció la localía en el partido de vuelta. En caso de que dos equipos de un mismo país alcanzaran la ronda de semifinales, se debía alterar, de ser necesario, el orden de las llaves para que ambos se enfrentaran en la mencionada instancia, a fin de evitar que puedan cruzarse en la final.

### Cuadro de desarrollo
|  | Octavos de final       | Octavos de final            | Octavos de final       | Octavos de final       | Octavos de final       |   |    | Cuartos de final       | Cuartos de final    | Cuartos de final    | Cuartos de final    | Cuartos de final    |  |    | Semifinales          | Semifinales          | Semifinales          | Semifinales          | Semifinales          |  |   | Final                                         | Final                                         | Final                                         | Final                                         | Final                                         |  |
|  | 20 al 29 de septiembre | 20 al 29 de septiembre      | 20 al 29 de septiembre | 20 al 29 de septiembre | 20 al 29 de septiembre |   |    | 18 al 27 de octubre    | 18 al 27 de octubre | 18 al 27 de octubre | 18 al 27 de octubre | 18 al 27 de octubre |  |    | 1 al 24 de noviembre | 1 al 24 de noviembre | 1 al 24 de noviembre | 1 al 24 de noviembre | 1 al 24 de noviembre |  |   | 30 de noviembre y 7 de diciembre (suspendida) | 30 de noviembre y 7 de diciembre (suspendida) | 30 de noviembre y 7 de diciembre (suspendida) | 30 de noviembre y 7 de diciembre (suspendida) | 30 de noviembre y 7 de diciembre (suspendida) |  |
|  |                        |                             |                        |                        |                        |   |    |                        |                     |                     |                     |                     |  |    |                      |                      |                      |                      |                      |  |   |                                               |                                               |                                               |                                               |                                               |  |
|  |                        |                             |                        |                        |                        |   |    |                        |                     |                     |                     |                     |  |    |                      |                      |                      |                      |                      |  |   |                                               |                                               |                                               |                                               |                                               |  |
|  | 1                      | Santa Cruz                  | 0                      | 3                      | 3                      |   |    |                        |                     |                     |                     |                     |  |    |                      |                      |                      |                      |                      |  |   |                                               |                                               |                                               |                                               |                                               |  |
|  | 1                      | Santa Cruz                  | 0                      | 3                      | 3                      |   |    |                        |                     |                     |                     |                     |  |    |                      |                      |                      |                      |                      |  |   |                                               |                                               |                                               |                                               |                                               |  |
|  | 16                     | Independiente Medellín (v.) | 2                      | 1                      | 3                      |   |    |                        |                     |                     |                     |                     |  |    |                      |                      |                      |                      |                      |  |   |                                               |                                               |                                               |                                               |                                               |  |
|  | 16                     | Independiente Medellín (v.) | 2                      | 1                      | 3                      |   | 16 | Independiente Medellín | 0                   | 0                   | 0                   |                     |  |    |                      |                      |                      |                      |                      |  |   |                                               |                                               |                                               |                                               |                                               |  |
|  |                        |                             |                        |                        |                        |   | 16 | Independiente Medellín | 0                   | 0                   | 0                   |                     |  |    |                      |                      |                      |                      |                      |  |   |                                               |                                               |                                               |                                               |                                               |  |
|  |                        |                             | 8                      | Cerro Porteño          | 0                      | 2 | 2  |                        |                     |                     |                     |                     |  |    |                      |                      |                      |                      |                      |  |   |                                               |                                               |                                               |                                               |                                               |  |
|  | 8                      | Cerro Porteño               | 8                      | Cerro Porteño          | 0                      | 2 | 2  | 0                      | 4                   | 4                   |                     |                     |  |    |                      |                      |                      |                      |                      |  |   |                                               |                                               |                                               |                                               |                                               |  |
|  | 8                      | Cerro Porteño               |                        |                        |                        |   |    |                        |                     | 4                   |                     |                     |  |    |                      |                      |                      |                      |                      |  |   |                                               |                                               |                                               |                                               |                                               |  |
|  | 9                      | Santa Fe                    | 2                      | 1                      | 3                      |   |    |                        |                     |                     |                     |                     |  |    |                      |                      |                      |                      |                      |  |   |                                               |                                               |                                               |                                               |                                               |  |
|  | 9                      | Santa Fe                    | 2                      | 1                      | 3                      |   |    |                        |                     |                     |                     |                     |  | 8  | Cerro Porteño        | 1                    | 0                    | 1                    |                      |  |   |                                               |                                               |                                               |                                               |                                               |  |
|  |                        |                             |                        |                        |                        |   |    |                        |                     |                     |                     |                     |  | 8  | Cerro Porteño        | 1                    | 0                    | 1                    |                      |  |   |                                               |                                               |                                               |                                               |                                               |  |
|  |                        |                             | 4                      | Atlético Nacional (v.) | 1                      | 0 | 1  |                        |                     |                     |                     |                     |  |    |                      |                      |                      |                      |                      |  |   |                                               |                                               |                                               |                                               |                                               |  |
|  | 4                      | Atlético Nacional           | 4                      | Atlético Nacional (v.) | 1                      | 0 | 1  | 1                      | 2                   | 3                   |                     |                     |  |    |                      |                      |                      |                      |                      |  |   |                                               |                                               |                                               |                                               |                                               |  |
|  | 4                      | Atlético Nacional           |                        |                        |                        |   |    |                        |                     | 3                   |                     |                     |  |    |                      |                      |                      |                      |                      |  |   |                                               |                                               |                                               |                                               |                                               |  |
|  | 13                     | Sol de América              | 1                      | 0                      | 1                      |   |    |                        |                     |                     |                     |                     |  |    |                      |                      |                      |                      |                      |  |   |                                               |                                               |                                               |                                               |                                               |  |
|  | 13                     | Sol de América              | 1                      | 0                      | 1                      |   | 4  | Atlético Nacional      | 1                   | 3                   | 4                   |                     |  |    |                      |                      |                      |                      |                      |  |   |                                               |                                               |                                               |                                               |                                               |  |
|  |                        |                             |                        |                        |                        |   | 4  | Atlético Nacional      | 1                   | 3                   | 4                   |                     |  |    |                      |                      |                      |                      |                      |  |   |                                               |                                               |                                               |                                               |                                               |  |
|  |                        |                             | 12                     | Coritiba               | 1                      | 1 | 2  |                        |                     |                     |                     |                     |  |    |                      |                      |                      |                      |                      |  |   |                                               |                                               |                                               |                                               |                                               |  |
|  | 5                      | Belgrano                    | 12                     | Coritiba               | 1                      | 1 | 2  | 2                      | 1                   | 3 (3)               |                     |                     |  |    |                      |                      |                      |                      |                      |  |   |                                               |                                               |                                               |                                               |                                               |  |
|  | 5                      | Belgrano                    |                        |                        |                        |   |    |                        |                     | 3 (3)               |                     |                     |  |    |                      |                      |                      |                      |                      |  |   |                                               |                                               |                                               |                                               |                                               |  |
|  | 12                     | Coritiba (p.)               | 1                      | 2                      | 3 (4)                  |   |    |                        |                     |                     |                     |                     |  |    |                      |                      |                      |                      |                      |  |   |                                               |                                               |                                               |                                               |                                               |  |
|  | 12                     | Coritiba (p.)               | 1                      | 2                      | 3 (4)                  |   |    |                        |                     |                     |                     |                     |  |    |                      |                      |                      |                      |                      |  | 4 | Atlético Nacional                             | –                                             | –                                             | –                                             |                                               |  |
|  |                        |                             |                        |                        |                        |   |    |                        |                     |                     |                     |                     |  |    |                      |                      |                      |                      |                      |  | 4 | Atlético Nacional                             | –                                             | –                                             | –                                             |                                               |  |
|  |                        |                             | 3                      | Chapecoense            | –                      | – | –  |                        |                     |                     |                     |                     |  |    |                      |                      |                      |                      |                      |  |   |                                               |                                               |                                               |                                               |                                               |  |
|  | 2                      | Deportivo La Guaira         | 3                      | Chapecoense            | –                      | – | –  | 1                      | 0                   | 1                   |                     |                     |  |    |                      |                      |                      |                      |                      |  |   |                                               |                                               |                                               |                                               |                                               |  |
|  | 2                      | Deportivo La Guaira         |                        |                        |                        |   |    |                        |                     | 1                   |                     |                     |  |    |                      |                      |                      |                      |                      |  |   |                                               |                                               |                                               |                                               |                                               |  |
|  | 15                     | San Lorenzo                 | 2                      | 2                      | 4                      |   |    |                        |                     |                     |                     |                     |  |    |                      |                      |                      |                      |                      |  |   |                                               |                                               |                                               |                                               |                                               |  |
|  | 15                     | San Lorenzo                 | 2                      | 2                      | 4                      |   | 15 | San Lorenzo            | 2                   | 0                   | 2                   |                     |  |    |                      |                      |                      |                      |                      |  |   |                                               |                                               |                                               |                                               |                                               |  |
|  |                        |                             |                        |                        |                        |   | 15 | San Lorenzo            | 2                   | 0                   | 2                   |                     |  |    |                      |                      |                      |                      |                      |  |   |                                               |                                               |                                               |                                               |                                               |  |
|  |                        |                             | 10                     | Palestino              | 0                      | 1 | 1  |                        |                     |                     |                     |                     |  |    |                      |                      |                      |                      |                      |  |   |                                               |                                               |                                               |                                               |                                               |  |
|  | 7                      | Flamengo                    | 10                     | Palestino              | 0                      | 1 | 1  | 1                      | 1                   | 2                   |                     |                     |  |    |                      |                      |                      |                      |                      |  |   |                                               |                                               |                                               |                                               |                                               |  |
|  | 7                      | Flamengo                    |                        |                        |                        |   |    |                        |                     | 2                   |                     |                     |  |    |                      |                      |                      |                      |                      |  |   |                                               |                                               |                                               |                                               |                                               |  |
|  | 10                     | Palestino (v.)              | 0                      | 2                      | 2                      |   |    |                        |                     |                     |                     |                     |  |    |                      |                      |                      |                      |                      |  |   |                                               |                                               |                                               |                                               |                                               |  |
|  | 10                     | Palestino (v.)              | 0                      | 2                      | 2                      |   |    |                        |                     |                     |                     |                     |  | 15 | San Lorenzo          | 1                    | 0                    | 1                    |                      |  |   |                                               |                                               |                                               |                                               |                                               |  |
|  |                        |                             |                        |                        |                        |   |    |                        |                     |                     |                     |                     |  | 15 | San Lorenzo          | 1                    | 0                    | 1                    |                      |  |   |                                               |                                               |                                               |                                               |                                               |  |
|  |                        |                             | 3                      | Chapecoense (v.)       | 1                      | 0 | 1  |                        |                     |                     |                     |                     |  |    |                      |                      |                      |                      |                      |  |   |                                               |                                               |                                               |                                               |                                               |  |
|  | 3                      | Chapecoense (p.)            | 3                      | Chapecoense (v.)       | 1                      | 0 | 1  | 0                      | 0                   | 0 (5)               |                     |                     |  |    |                      |                      |                      |                      |                      |  |   |                                               |                                               |                                               |                                               |                                               |  |
|  | 3                      | Chapecoense (p.)            |                        |                        |                        |   |    |                        |                     | 0 (5)               |                     |                     |  |    |                      |                      |                      |                      |                      |  |   |                                               |                                               |                                               |                                               |                                               |  |
|  | 14                     | Independiente               | 0                      | 0                      | 0 (4)                  |   |    |                        |                     |                     |                     |                     |  |    |                      |                      |                      |                      |                      |  |   |                                               |                                               |                                               |                                               |                                               |  |
|  | 14                     | Independiente               | 0                      | 0                      | 0 (4)                  |   | 3  | Chapecoense            | 0                   | 3                   | 3                   |                     |  |    |                      |                      |                      |                      |                      |  |   |                                               |                                               |                                               |                                               |                                               |  |
|  |                        |                             |                        |                        |                        |   | 3  | Chapecoense            | 0                   | 3                   | 3                   |                     |  |    |                      |                      |                      |                      |                      |  |   |                                               |                                               |                                               |                                               |                                               |  |
|  |                        |                             | 6                      | Junior                 | 1                      | 0 | 1  |                        |                     |                     |                     |                     |  |    |                      |                      |                      |                      |                      |  |   |                                               |                                               |                                               |                                               |                                               |  |
|  | 6                      | Junior (p.)                 | 6                      | Junior                 | 1                      | 0 | 1  | 0                      | 0                   | 0 (4)               |                     |                     |  |    |                      |                      |                      |                      |                      |  |   |                                               |                                               |                                               |                                               |                                               |  |
|  | 6                      | Junior (p.)                 |                        |                        |                        |   |    |                        |                     | 0 (4)               |                     |                     |  |    |                      |                      |                      |                      |                      |  |   |                                               |                                               |                                               |                                               |                                               |  |
|  | 11                     | Montevideo Wanderers        | 0                      | 0                      | 0 (3)                  |   |    |                        |                     |                     |                     |                     |  |    |                      |                      |                      |                      |                      |  |   |                                               |                                               |                                               |                                               |                                               |  |
|  | 11                     | Montevideo Wanderers        | 0                      | 0                      | 0 (3)                  |   |    |                        |                     |                     |                     |                     |  |    |                      |                      |                      |                      |                      |  |   |                                               |                                               |                                               |                                               |                                               |  |
|  |                        |                             |                        |                        |                        |   |    |                        |                     |                     |                     |                     |  |    |                      |                      |                      |                      |                      |  |   |                                               |                                               |                                               |                                               |                                               |  |

- Nota: En cada llave, el equipo con la menor numeración es el que definió la serie como local.

### Octavos de final
| 21 de septiembre de 2016, 19:45 (UTC-5) | Independiente Medellín    | 2:0 (1:0) | Santa Cruz | Estadio Atanasio Girardot, Medellín                     |                                                         |
|                                         | Hechalar 39' - Cortés 88' | Reporte   |            | Asistencia: 15 987 espectadores Árbitro(s): Raúl Orosco | Asistencia: 15 987 espectadores Árbitro(s): Raúl Orosco |

| 28 de septiembre de 2016, 21:45 (UTC-3) | Santa Cruz          | 3:1 (2:0) | Independiente Medellín | Estadio de Arruda, Recife                               |                                                         |
|                                         | Grafite 14' 30' 74' | Reporte   | Ibargüen 81'           | Asistencia: 38 474 espectadores Árbitro(s): José Argote | Asistencia: 38 474 espectadores Árbitro(s): José Argote |

| 22 de septiembre de 2016, 19:45 (UTC-5) | Santa Fe             | 2:0 (1:0) | Cerro Porteño | Estadio Metropolitano de Techo, Bogotá                   |                                                          |
|                                         | Gómez 15' (pen.) 75' | Reporte   |               | Asistencia: 23 670 espectadores Árbitro(s): Sandro Ricci | Asistencia: 23 670 espectadores Árbitro(s): Sandro Ricci |

| 29 de septiembre de 2016, 20:45 (UTC-4) | Cerro Porteño                            | 4:1 (3:0) | Santa Fe         | Estadio Defensores del Chaco, Asunción                       |                                                              |
|                                         | Domínguez 4' (pen.) 9' 88' · Torales 43' | Reporte   | Gómez 77' (pen.) | Asistencia: 24 506 espectadores Árbitro(s): Patricio Loustau | Asistencia: 24 506 espectadores Árbitro(s): Patricio Loustau |

| 20 de septiembre de 2016, 19:45 (UTC-4) | Sol de América | 1:1 (0:1) | Atlético Nacional | Estadio Luis Alfonso Giagni, Villa Elisa              |                                                       |
|                                         | Velázquez 89'  | Reporte   | Mosquera 14'      | Asistencia: 10 000 espectadores Árbitro(s): Juan Soto | Asistencia: 10 000 espectadores Árbitro(s): Juan Soto |

| 27 de septiembre de 2016, 19:45 (UTC-5) | Atlético Nacional          | 2:0 (0:0) | Sol de América | Estadio Atanasio Girardot, Medellín                            |                                                                |
|                                         | Bocanegra 53' · Berrio 84' | Reporte   |                | Asistencia: 23 118 espectadores Árbitro(s): Christian Ferreyra | Asistencia: 23 118 espectadores Árbitro(s): Christian Ferreyra |

| 21 de septiembre de 2016, 21:45 (UTC-3) | Coritiba           | 1:2 (0:1) | Belgrano              | Estadio Couto Pereira, Curitiba                                |                                                                |
|                                         | Leandro 76' (pen.) | Reporte   | Bieler 4' · Luján 50' | Asistencia: 34 780 espectadores Árbitro(s): Christian Ferreyra | Asistencia: 34 780 espectadores Árbitro(s): Christian Ferreyra |

| 28 de septiembre de 2016, 21:45 (UTC-3) | Belgrano                                          | 1:2 (1:1) (3:4 p.)         | Coritiba                                         | Estadio Mario Alberto Kempes, Córdoba                      |                                                            |
|                                         | Bieler 29'                                        | Reporte                    | Iago 42' · Bareiro 64'                           | Asistencia: 55 000 espectadores Árbitro(s): Julio Bascuñán | Asistencia: 55 000 espectadores Árbitro(s): Julio Bascuñán |
|                                         |                                                   | Tiros desde el punto penal |                                                  |                                                            |                                                            |
|                                         | M. Suárez · Bieler · Lema · Luna · Álvarez Suárez |                            | Leandro · Bernardo · Juan · C. González · Wilson |                                                            |                                                            |

| 22 de septiembre de 2016, 19:15 (UTC-3) | San Lorenzo                | 2:1 (2:0) | Deportivo La Guaira | Estadio Nuevo Gasómetro, Buenos Aires                        |                                                              |
|                                         | Belluschi 10' · Blandi 42' | Reporte   | Lucena 50'          | Asistencia: 34 500 espectadores Árbitro(s): Wilson Lamouroux | Asistencia: 34 500 espectadores Árbitro(s): Wilson Lamouroux |

| 29 de septiembre de 2016, 18:15 (UTC-4) | Deportivo La Guaira | 0:2 (0:2) | San Lorenzo          | Estadio Metropolitano, Cabudare                          |                                                          |
|                                         |                     | Reporte   | Mas 18' · Blandi 32' | Asistencia: 18 990 espectadores Árbitro(s): Andrés Cunha | Asistencia: 18 990 espectadores Árbitro(s): Andrés Cunha |

| 21 de septiembre de 2016, 21:45 (UTC-3) | Palestino | 0:1 (0:0) | Flamengo          | Estadio Monumental, Santiago                                |                                                             |
|                                         |           | Reporte   | Emerson Sheik 79' | Asistencia: 6 995 espectadores Árbitro(s): Jonathan Fuentes | Asistencia: 6 995 espectadores Árbitro(s): Jonathan Fuentes |

| 28 de septiembre de 2016, 21:45 (UTC-3) | Flamengo                | 1:2 (0:2) | Palestino                   | Estadio Kléber Andrade, Vitória                        |                                                        |
|                                         | Alan Patrick 65' (pen.) | Reporte   | Cereceda 32' · Valencia 45' | Asistencia: 20 780 espectadores Árbitro(s): Diego Haro | Asistencia: 20 780 espectadores Árbitro(s): Diego Haro |

| 21 de septiembre de 2016, 19:15 (UTC-3) | Independiente | 0:0     | Chapecoense | Estadio Libertadores de América, Avellaneda             |                                                         |
|                                         |               | Reporte |             | Asistencia: 18 000 espectadores Árbitro(s): Carlos Orbe | Asistencia: 18 000 espectadores Árbitro(s): Carlos Orbe |

| 28 de septiembre de 2016, 19:15 (UTC-3) | Chapecoense                                                           | 0:0 (5:4 p.)               | Independiente                                                                 | Arena Condá, Chapecó                                       |                                                            |
|                                         |                                                                       | Reporte                    |                                                                               | Asistencia: 13 590 espectadores Árbitro(s): Roddy Zambrano | Asistencia: 13 590 espectadores Árbitro(s): Roddy Zambrano |
|                                         |                                                                       | Tiros desde el punto penal |                                                                               |                                                            |                                                            |
|                                         | Thiego · Santana · Machado · Dener · Bruno · Gil · Biteco · Tiaguinho |                            | Benítez · Vera · Rigoni · Figal · Cuesta · Sánchez Miño · Toledo · Tagliafico |                                                            |                                                            |

| 21 de septiembre de 2016, 19:15 (UTC-3) | Montevideo Wanderers | 0:0     | Junior | Estadio Parque Viera, Montevideo                           |                                                            |
|                                         |                      | Reporte |        | Asistencia: 10 000 espectadores Árbitro(s): Julio Quintana | Asistencia: 10 000 espectadores Árbitro(s): Julio Quintana |

| 28 de septiembre de 2016, 17:15 (UTC-5) | Junior                                         | 0:0 (4:3 p.)               | Montevideo Wanderers                       | Estadio Metropolitano, Barranquilla                       |                                                           |
|                                         |                                                | Reporte                    |                                            | Asistencia: 13 440 espectadores Árbitro(s): Roberto Tobar | Asistencia: 13 440 espectadores Árbitro(s): Roberto Tobar |
|                                         |                                                | Tiros desde el punto penal |                                            |                                                           |                                                           |
|                                         | Hernández · Ovelar · Sánchez · Rangel · Toloza |                            | Blanco · Gómez · Gáspari · Vergés · Rivero |                                                           |                                                           |

### Cuartos de final
| 18 de octubre de 2016, 19:00 (UTC-5) | Independiente Medellín | 0:0     | Cerro Porteño | Estadio Atanasio Girardot, Medellín                      |                                                          |
|                                      |                        | Reporte |               | Asistencia: 24 386 espectadores Árbitro(s): Andrés Cunha | Asistencia: 24 386 espectadores Árbitro(s): Andrés Cunha |

| 25 de octubre de 2016, 21:00 (UTC-3) | Cerro Porteño            | 2:0 (1:0) | Independiente Medellín | Estadio Defensores del Chaco, Asunción                     |                                                            |
|                                      | Domínguez 34' 73' (pen.) | Reporte   |                        | Asistencia: 30 490 espectadores Árbitro(s): Mauro Vigliano | Asistencia: 30 490 espectadores Árbitro(s): Mauro Vigliano |

| 19 de octubre de 2016, 21:45 (UTC-2) | Coritiba | 1:1 (0:1) | Atlético Nacional | Estadio Couto Pereira, Curitiba                           |                                                           |
|                                      | Iago 85' | Reporte   | Borja 13'         | Asistencia: 32 650 espectadores Árbitro(s): Roberto Tobar | Asistencia: 32 650 espectadores Árbitro(s): Roberto Tobar |

| 26 de octubre de 2016, 21:45 (UTC-5) | Atlético Nacional        | 3:1 (0:1) | Coritiba     | Estadio Atanasio Girardot, Medellín                         |                                                             |
|                                      | Borja 52' 60' 73' (pen.) | Reporte   | González 44' | Asistencia: 35 789 espectadores Árbitro(s): Víctor Carrillo | Asistencia: 35 789 espectadores Árbitro(s): Víctor Carrillo |

| 20 de octubre de 2016, 21:00 (UTC-3) | San Lorenzo                 | 2:0 (2:0) | Palestino | Estadio Nuevo Gasómetro, Buenos Aires                        |                                                              |
|                                      | Cauteruccio 6' · Blandi 33' | Reporte   |           | Asistencia: 34 990 espectadores Árbitro(s): Anderson Daronco | Asistencia: 34 990 espectadores Árbitro(s): Anderson Daronco |

| 27 de octubre de 2016, 21:00 (UTC-3) | Palestino    | 1:0 (0:0) | San Lorenzo | Estadio Monumental, Santiago                                   |                                                                |
|                                      | Valencia 69' | Reporte   |             | Asistencia: 19 390 espectadores Árbitro(s): Christian Ferreyra | Asistencia: 19 390 espectadores Árbitro(s): Christian Ferreyra |

| 19 de octubre de 2016, 18:45 (UTC-5) | Junior        | 1:0 (1:0) | Chapecoense | Estadio Metropolitano, Barranquilla                   |                                                       |
|                                      | Escalante 37' | Reporte   |             | Asistencia: 18 889 espectadores Árbitro(s): Juan Soto | Asistencia: 18 889 espectadores Árbitro(s): Juan Soto |

| 26 de octubre de 2016, 21:45 (UTC-2) | Chapecoense                        | 3:0 (2:0) | Junior | Arena Condá, Chapecó                                        |                                                             |
|                                      | Ananias 36' · Gil 44' · Thiego 77' | Reporte   |        | Asistencia: 16 004 espectadores Árbitro(s): Enrique Cáceres | Asistencia: 16 004 espectadores Árbitro(s): Enrique Cáceres |

### Semifinales
| 1 de noviembre de 2016, 20:45 (UTC-3) | Cerro Porteño          | 1:1 (1:0) | Atlético Nacional  | Estadio Defensores del Chaco, Asunción                    |                                                           |
|                                       | Domínguez 45+4' (pen.) | Reporte   | Pereira 82' (a.g.) | Asistencia: 32 171 espectadores Árbitro(s): Néstor Pitana | Asistencia: 32 171 espectadores Árbitro(s): Néstor Pitana |

| 24 de noviembre de 2016, 19:45 (UTC-5) | Atlético Nacional | 0:0     | Cerro Porteño | Estadio Atanasio Girardot, Medellín                        |                                                            |
|                                        |                   | Reporte |               | Asistencia: 33 554 espectadores Árbitro(s): Julio Bascuñán | Asistencia: 33 554 espectadores Árbitro(s): Julio Bascuñán |

| 2 de noviembre de 2016, 20:45 (UTC-3) | San Lorenzo     | 1:1 (1:0) | Chapecoense | Estadio Nuevo Gasómetro, Buenos Aires                     |                                                           |
|                                       | Cauteruccio 30' | Reporte   | Ananias 62' | Asistencia: 27 500 espectadores Árbitro(s): Roberto Tobar | Asistencia: 27 500 espectadores Árbitro(s): Roberto Tobar |

| 23 de noviembre de 2016, 21:45 (UTC-2) | Chapecoense | 0:0     | San Lorenzo | Arena Condá, Chapecó                                         |                                                              |
|                                        |             | Reporte |             | Asistencia: 17 569 espectadores Árbitro(s): Daniel Fedorczuk | Asistencia: 17 569 espectadores Árbitro(s): Daniel Fedorczuk |

## Accidente trágico y resultado final
Los partidos de la final estaban programados para disputarse los días 30 de noviembre y 7 de diciembre. El primero de ellos, habría de jugarse en el Estadio Atanasio Girardot, en la ciudad de Medellín, donde Atlético Nacional actuaría como local, mientras que el partido de vuelta debía disputarse en el Estadio Major Antônio Couto Pereira de Curitiba, ya que el Arena Condá, propiedad de Chapecoense, no cumplía con las condiciones para albergar un encuentro de final de Conmebol.
El 28 de noviembre de 2016, el equipo brasileño Chapecoense viajaba a Medellín para disputar el partido de ida de la final de la Copa Sudamericana de 2016. Sin embargo, el vuelo que transportaba al equipo hasta Colombia sufrió un accidente, en el que se produjo la muerte de 71 personas, entre cuerpo técnico, futbolistas, directivos, periodistas y personal de la aerolínea LaMia. En el accidente sobrevivieron 4 futbolistas (Alan Ruschel, Marcos Danilo Padilha, Jakson Follmann y Hélio Hermito Zampier Neto), aunque más tarde se produjo el fallecimiento del portero Danilo, en el lugar donde era atendido.
En razón de esa tragedia, el club colombiano Atlético Nacional, por medio de su sitio web oficial, manifestó de forma expresa en petición a la Conmebol que era su deseo que la misma procediera a declarar ganador de la competición al equipo brasileño, lo que, finalmente, fue aceptado. El 5 de diciembre, mediante un comunicado en su página oficial de internet, la Confederación le otorgó el título de campeón a Chapecoense, con todas las prerrogativas deportivas y económicas que conlleva, en aras de enaltecer los valores de paz, comprensión y juego limpio.

### Campeón
|                                 |
| Bandera de Brasil               |
| Campeón Chapecoense 1.er título |

## Estadísticas

### Goleadores
| Jugador           | Club              | Goles |
| ----------------- | ----------------- | ----- |
| Miguel Borja      | Atlético Nacional | 6     |
| Cecilio Domínguez | Cerro Porteño     | 6     |
| Nicolás Blandi    | San Lorenzo       | 5     |
| Claudio Bieler    | Belgrano          | 4     |
| Leonardo Valencia | Palestino         | 4     |

### Asistentes
| Jugador            | Club              | Asistencias |
| ------------------ | ----------------- | ----------- |
| Macnelly Torres    | Atlético Nacional | 5           |
| Fernando Belluschi | San Lorenzo       | 3           |
| Cecilio Domínguez  | Cerro Porteño     | 3           |
| Leonardo Valencia  | Palestino         | 3           |
| Pablo Velázquez    | Cerro Porteño     | 3           |